# XII. Zimske paraolimpijske igre – Pyeongchang 2018.
XII. Zimske paraolimpijske igre održale se u južnokorejskom gradu Pyeongchangu od 9. do 18. ožujka 2018. godine. To su prve paraolimpijske igre održane u Južnoj Koreji.
Međunarodni olimpijski odbor, dobio je tri ponude 15. listopada 2009. za domaćinstvo olimpijskih igara. Stigle su ponude gradova Annecyja u Francuskoj, Münchena u Njemačkoj te Pyeongchangea u Južnoj Koreji. Najbolja ponuda objavljena je 6. srpnja 2011. na 123. sjednici MOO-a u Durbanu proglasivši Pyeongchang domaćinom Olimpijskih i Paraolimpijskih igara.

## Borilišta

### Planinski klaster
1. Alpensia Biathlon Centre – biatlonski centar
2. Alpensia Cross-Country Skiing Centre – nordijsko skijanje
3. Jeongseon Alpine Centre – alpsko skijanje i snowboard

### Gangneung klaster
1. Gangneung Curling Centre – curling u stolicama
2. Gangneung Hockey Centre – hokej na sanjkama

### Ostalo
1. Olimpijsko selo
2. Pyeongchang Olimpijski stadion

## Zastupljeni športovi
Natjecanja na zimskim paraolimpijskim igrama u Pyeongchangu 2018. godine održale su se u šest zimskih sportova te se podijelilo ukupno 80 medalja. Od ovih olimpijskih igara, snowboard je bio proširen u zasebnu disciplinu te se unutar njega održalo deset natjecanja. Do ovih Igara, snowboard se održavao unutar dva programa alpskog skijanja.
- alpsko skijanje
- biatlon
- nordijsko skijanje
- hokej na sanjkama
- snowboard
- curling u kolicima

## Raspored natjecanja
| ● | Svečano otvorenje |  | Natjecateljski dani |  | Broj finala | ● | Svečano zatvaranje |

| Ožujak 2018.       | Pet 9. | Sub 10. | Ned 11. | Pon 12. | Uto 13. | Sri 14. | Čet 15. | Pet 16. | Sub 17. | Ned 18. | Broj medalja |
| ------------------ | ------ | ------- | ------- | ------- | ------- | ------- | ------- | ------- | ------- | ------- | ------------ |
| Ceremonije         | SO     |         |         |         |         |         |         |         |         | SZ      |              |
| Alpsko skijanje    |        | 6       | 6       |         | 6       | 3       | 3       |         | 3       | 3       | 30           |
| Biatlon            |        | 6       |         |         | 6       |         |         | 6       |         |         | 18           |
| Nordijsko skijanje |        |         | 2       | 4       |         | 6       |         |         | 6       | 2       | 20           |
| Hokej na sanjkama  |        | ●       | ●       | ●       | ●       | ●       | ●       | ●       | ●       | 1       | 1            |
| Snowboard          |        |         |         | 5       |         |         |         | 5       |         |         | 10           |
| Curling u kolicima |        | ●       | ●       | ●       | ●       | ●       | ●       | ●       | 1       |         | 1            |
| Ukupno             | 0      | 12      | 8       | 9       | 12      | 9       | 3       | 11      | 10      | 6       | 80           |

## Zemlje sudionice
| \| - Andora - Argentina - Armenija - Australija - Austrija - Belgija - Bosna i Hercegovina - Bjelorusija - Brazil - Bugarska - Češka - Čile - Danska \| - Finska - Francuska - Grčka - Gruzija - Hrvatska - Iran - Island - Italija - Japan - Južna Koreja - Kanada - Kazahstan \| - NR Kina - Mađarska - Meksiko - Mongolija - Nizozemska - Norveška - Novi Zeland - Njemačka - Poljska - Rumunjska - SAD - Sjeverna Koreja \| - Slovačka - Slovenija - Srbija - Španjolska - Švedska - Švicarska - Tadžikistan - Turska - Ujedinjeno Kraljevstvo - Ukrajina - Uzbekistan - Olimpijski natjecatelji \| | | | |
| - Andora - Argentina - Armenija - Australija - Austrija - Belgija - Bosna i Hercegovina - Bjelorusija - Brazil - Bugarska - Češka - Čile - Danska | - Finska - Francuska - Grčka - Gruzija - Hrvatska - Iran - Island - Italija - Japan - Južna Koreja - Kanada - Kazahstan | - NR Kina - Mađarska - Meksiko - Mongolija - Nizozemska - Norveška - Novi Zeland - Njemačka - Poljska - Rumunjska - SAD - Sjeverna Koreja | - Slovačka - Slovenija - Srbija - Španjolska - Švedska - Švicarska - Tadžikistan - Turska - Ujedinjeno Kraljevstvo - Ukrajina - Uzbekistan - Olimpijski natjecatelji |

Reprezentacija Rusije je suspendirana od Međunarodnog paraolimpijskog odbora (MPO) zbog skandala s doping programom pod pokroviteljstvom države. No ipak, MPO je dopustio ruskim sportašima da se kvalificiraju kao neutralni sudionici te nastupaju pod olimpijskom zastavom. Oni će se natjecati s otprilike 30-35 sportaša u 5 sportova, sudjelujući kao neutralni paraolimpijski sportaši.

## Medalje
Popis pet najuspješnijih reprezentacija po sjajnosti osvojenih medalja.
| XII. Zimske paraolimpijske igre – Pyeongchang 2018. | XII. Zimske paraolimpijske igre – Pyeongchang 2018. | XII. Zimske paraolimpijske igre – Pyeongchang 2018. | XII. Zimske paraolimpijske igre – Pyeongchang 2018. | XII. Zimske paraolimpijske igre – Pyeongchang 2018. | XII. Zimske paraolimpijske igre – Pyeongchang 2018. |
| --------------------------------------------------- | --------------------------------------------------- | --------------------------------------------------- | --------------------------------------------------- | --------------------------------------------------- | --------------------------------------------------- |
| Plasman                                             | Država                                              | Zlato                                               | Srebro                                              | Bronca                                              | Ukupno                                              |
| 1.                                                  | SAD                                                 | 13                                                  | 15                                                  | 8                                                   | 36                                                  |
| 2.                                                  | Nezavisni olimpijski tim (Rusija)                   | 8                                                   | 10                                                  | 6                                                   | 24                                                  |
| 3.                                                  | Kanada                                              | 8                                                   | 4                                                   | 16                                                  | 28                                                  |
| 4.                                                  | Ukrajina                                            | 7                                                   | 8                                                   | 5                                                   | 20                                                  |
| 5.                                                  | Njemačka                                            | 7                                                   | 8                                                   | 4                                                   | 19                                                  |
| 19.                                                 | Hrvatska                                            | 1                                                   | 0                                                   | 1                                                   | 2                                                   |